# Microcos chungii
Microcos chungii är en malvaväxtart som först beskrevs av Elmer Drew Merrill, och fick sitt nu gällande namn av Woon Young Chun. Microcos chungii ingår i släktet Microcos och familjen malvaväxter. Inga underarter finns listade i Catalogue of Life.